# مارشا برگر
مارشا جی. برگر (به انگلیسی: Marsha Berger) (زاده ۱۹۵۳) دانشمند رایانه آمریکایی است. زمینه‌های تحقیقاتی او شامل تجزیه و تحلیل عددی ، دینامیک سیالات محاسباتیو رایانش موازی با کارایی بالا است. او استاد بازنشسته علوم رایانه و ریاضیات در موسسه علوم ریاضی کورانت دانشگاه نیویورک است. او رهبر گروه مدل‌سازی و شبیه‌سازی در مرکز ریاضیات محاسباتی در موسسه فلاتیرون است.
برگر در سال ۲۰۰۵ به دلیل توسعه الگوریتم‌ها و نرم‌افزارهای اصلاح مش تطبیقی که کاربردهای مهندسی پیشرفته، به‌ویژه تجزیه و تحلیل هواپیماها و فضاپیماها دارند، به عضویت آکادمی ملی مهندسی انتخاب شد.

## تحصیلات
برگر مدرک کارشناسی در ریاضیات از دانشگاه ایالتی نیویورک در کالج بینگهمتون هارپور در سال ۱۹۷۴ خود را دریافت کرد. او مدرک کارشناسی ارشد و دکترا در علوم رایانه را از دانشگاه استنفورد در سال ۱۹۷۸ و ۱۹۸۲ دریافت کرد.

## حرفه و تحقیقات
تحقیقات برگر شامل محاسبات موازی با کارایی بالا، تحلیل عددی و دینامیک سیالات محاسباتی است. او به طور خاص نرم‌افزار و برنامه‌های مهندسی را برای صنایع فضاپیما و هواپیما توسعه می‌دهد. برگر پس از فارغ التحصیلی از دانشگاه ایالتی نیویورک در کالج بینگهمتون هارپور به عنوان برنامه‌نویس علمی در آزمایشگاه ملی آرگون کار کرد. وظایف خاص او شامل توسعه مدل‌هایی برای بخش سیستم‌های انرژی و محیطی بود. در طول مدت حضورش در استنفورد، او با مرکز شتابدهنده خطی استانفورد مرتبط شد. پس از فارغ التحصیلی با مدرک دکترا، ابتدا به عنوان فوق دکترا و سپس به عنوان عضو هیئت علمی در مؤسسه علوم ریاضی کورانت در دانشگاه نیویورک شروع به کار کرد. برگر به عنوان معاون مدیر مؤسسه کورانت خدمت کرده است و هنوز هم به عنوان یک معلم در دانشکاه نیویورک خدمت می‌کند. او از سال ۱۹۹۱ تاکنون دانشمند مدعو در مرکز تحقیقاتی RIACS/NASA Ames بوده است.
برگر پیشگام تکنیک پالایش مش تطبیقی است که در حل عددی سیستم‌های معادله دیفرانسیل با مشتقات جزئی (PDEs) استفاده می‌شود. کار او شامل نرم‌افزارهای با کارایی بالا و نوآوری‌های الگوریتمی است و الهام‌بخش کارهای قابل توجهی در سراسر جهان است. برگر همچنین برای مشارکت در روش‌های تفاضل محدود مش دکارتی برای معادلات دیفرانسیل با مشتقات جزئی عددی شناخته شده است.

## جوایز
- جایزه محقق جوان ریاست جمهوری بنیاد ملی علوم، ۱۹۸۸
- جایزه هیئت علمی بنیاد ملی علوم برای زنان، ۱۹۹۱
- عضویت آکادمی ملی علوم انتخاب شد، ۲۰۰۰[۳]
- جایزه نرم‌افزار سال ناسا برای Cart3D در ۲۰۰۲
- جایزه سیدنی فرنباخ مؤسسه مهندسان برق و الکترونیک، ۲۰۰۴
- منتخب آکادمی ملی مهندسی، ۲۰۰۵[۷]
- عضو انجمن ریاضیات صنعتی و کاربردی، ۲۰۰۹[۸]
- منتخب آکادمی هنر و علوم آمریکا، ۲۰۱۱
- جایزه نوربرت وینر در ریاضیات کاربردی، ۲۰۱۸